# Léon Cogniet
Léon Cogniet (Párizs, 1794. augusztus 29. – Párizs, 1880. november 20.) francia történeti képfestő.

## Életpályája

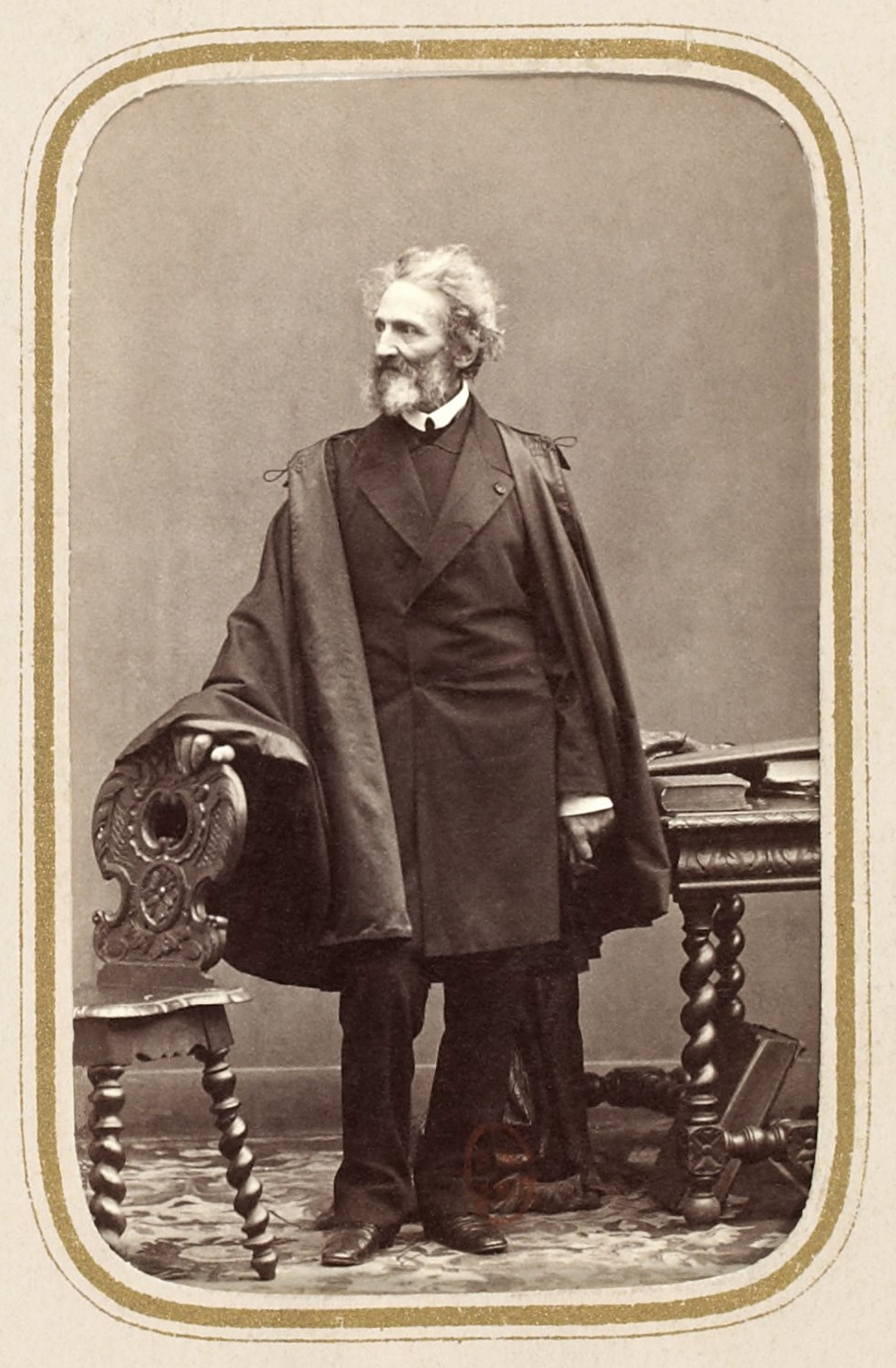
Cogniet 1865-ben

Guérinnél tanult, azután öt éven át látogatta a francia akadémiát Rómában. Visszatérése után Párizsban, a politechnikai intézetnél (École Polytechnique) és az École des Arts-nál volt rajztanár, majd 1849-ben az akadémia tagja lett. A David-féle klasszikai irányú hagyományokban nőtt fel, de sikeresen törekedett szabadabb mozgásra és nagyobb természetességre, és később a romantikusok, különösen Ary Scheffer hatása alatt állott. Későbbi műveiben szerencsésen egyesíti a régiek nemes egyszerűségét a romantikus iskola tüzével. Már első képeivel (Marius Karthágó romjain, A betlehemi gyermekgyilkosság, 1824) nagy feltűnést keltett, ezekkel alapozta meg hírnevét. A későbbiek közül legnevezetesebbek: Rebekka kiszabadítása az égő kastélyból, Walter Scott Ivanhoe-ja nyomán (1831), a Párizsi nemzetőrség kivonulása 1792. (1836, Versailles-i nemzeti képcsarnok), főleg azonban Tintoretto, amint lámpavilágnál lefesti holt leányát (1843) c. műve, mely festmény a maga idejében óriási népszerűségnek örvendett. Jelentős alkotásai még: A pestis Jaffában (Louvre), A heliopolisi ütközet. Tájképein kívül monumentális festményeket is készített: Napóleon Egyiptomban a régészek körében (mennyezetfestmény a Louvre-ban), néhány festmény párizsi templomokban. Nevezetesebb arcképei: Lajos Fülöp ifjúkorában, de Crillon asszony és Guérin (tanítója). Életében nagy tekintélye volt, sokan a legkiválóbbak közé sorolták, megbízták a Louvre és a versailles-i kastély egyes termeinek dekorálásával. Fő jelentősége tanítói működésében rejlik; Francia- és Németországból köréje sereglett tanítványai között oly kitűnő művészek is voltak, mint Meissonier és Bonnat.

## Galéria

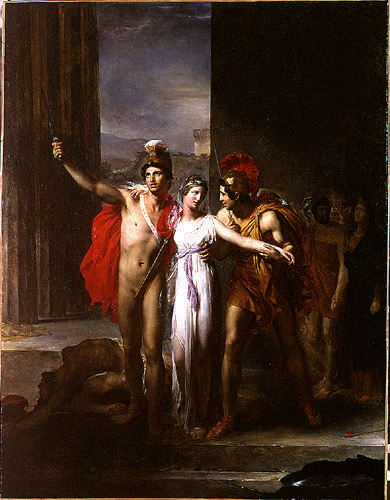
Kasztór, Polüdeukész és Helené, 1817
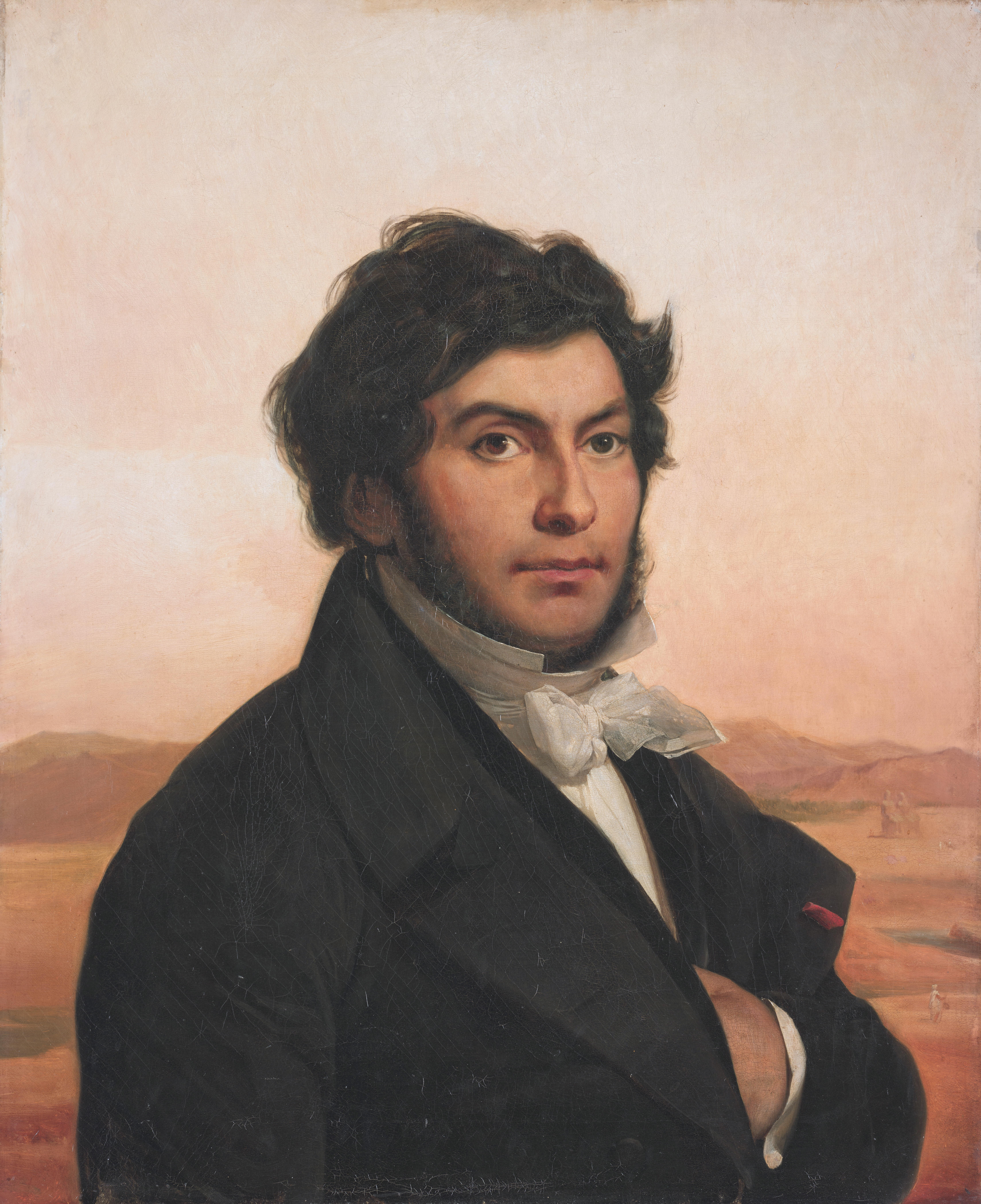
Jean-François Champollion, 1831
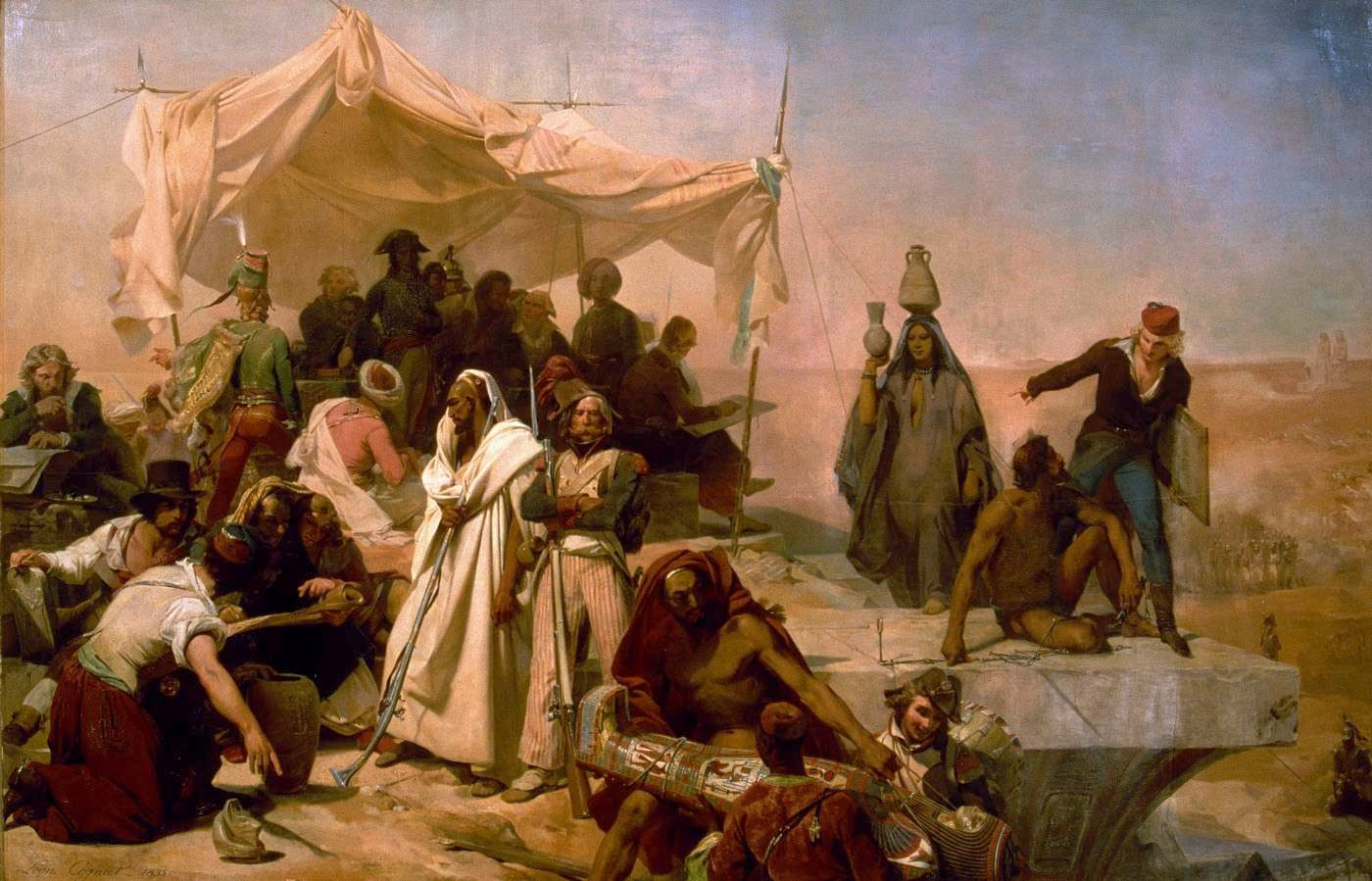
Az egyiptomi hadjárat, mennyezetkép a Louvre-ban, 1835